# 2. Floorball-Bundesliga 2020/21
Die 2. Floorball-Bundesliga 2020/21 war die 17. Spielzeit der zweithöchsten deutschen Spielklasse im Floorball der Männer. Sie begann am 19. September 2020. Nachdem bereits am 24. und 25. Oktober vier der sieben Spiele abgesagt worden waren, entschied Floorball Deutschland wegen der zweiten Welle der Corona-Pandemie die Saison bis zum Jahresende zu unterbrechen bzw. könnten bei einer deutlichen verbesserten Lage im Dezember zumindest vereinzelt Nachholspiele durchgeführt werden.
Am 5. März 2021 wurden die ersten beiden Bundesligen abgebrochen. Es gab keine Auf- und Absteiger. Es wird angestrebt, die Staffeln auf je acht Teams zu erhöhen, wodurch Regionalliga-Mannschaften mit Aufstiegsinteresse in die neue Saison aufsteigen dürfen. Etwaige Aufstiegsrunden wurden nicht bekannt gegeben. Die Hauptrunde sollte am 21. März 2021 enden. Anschließend waren im Mai und Juni 2021 bis zu zehn Play-Off-, bis zu drei Play-down- und bis zu drei Relegationsspiele geplant.
Die vorherige Saison wurde bereits aufgrund der Pandemie vor Ende der Hauptrunde abgebrochen. Die Play-Offs fanden somit nicht statt. Die zu der Zeit Erstplatzierten SC DHfK Leipzig und Blau-Weiß 96 Schenefeld durften aufsteigen. Da es keine sportlichen Absteiger gab (BSV Roxel ist freiwillig runter) und alle aufstiegswilligen Regionalligisten aufsteigen durften, nahmen dieses Jahr 17 Mannschaften an der Liga teil. Auch um auf mögliche coronabedingte Spielausfälle schnell zu reagieren, wird die Liga die nächsten drei Jahre in drei Staffeln aufgeteilt.

## Teilnehmende Mannschaften

### Teilnehmer Staffel Nord-West
- TV Eiche Horn Bremen
- Dümptener Füchse
- Hannover Mustangs
- Baltic Storms
- Lilienthaler Wölfe (Aufsteiger)

### Teilnehmer Staffel Ost
- Unihockey Igels Dresden
- USV Halle Saalebiber
- PSV 90 Dessau
- SCS Berlin
- FBC Havel (Aufsteiger)
- TSG Füchse Quedlinburg (Aufsteiger)
- USV TU Dresden (Aufsteiger)

### Teilnehmer Staffel Süd-West
- Tollwut Ebersgöns
- FC Rennsteig Avalanche
- Donau-Floorball Ingolstadt/Nordheim
- Sportvg Feuerbach
- FC Stern München (Aufsteiger)

## Modus
In der Hauptrunde spielt in der Ost-Staffel jedes Team jeweils zweimal (Hin- und Rückspiel) gegen jedes andere und in den anderen beiden dreimal. Die beiden Staffelbesten jund die beiden besten drittplatzierten (ermittelt durch die Berechnung des Quotienten „Anzahl der Punkte durch Anzahl der Spiele“) sind für die Playoffs qualifiziert. Diese werden im Modus Best-of-Three ausgetragen. Den Staffeln wird für die Durchführung der Playoffs durch Auslosung jeweils eine Nummer (1/2/3) zugeordnet. Die beiden besten Staffeldritten werden so aufgeteilt, dass sie im Viertelfinale nicht auf einen Gegner aus ihrer eigenen Staffel treffen.
Der Sieger der Playoff-Finalserie steigt direkt in die 1. Bundesliga auf. Der Verlierer spielt gegen den Sieger des Abstiegsspiels in der Relegation, um den letzten freien Platz der nächsten Bundesliga-Saison.
Die Staffeln können auf eine Größe von bis zu acht Teams pro Staffel zur Saison 2021/2022 aufgefüllt werden. Die Reihenfolgen der aufstiegsberechtigten Teams werden in der Regionalligameisterschaft ermittelt. In den Staffeln Nord/West und Süd/West gibt es keine Absteiger. In der Staffel Ost spielt das siebtplatzierte Team Relegation gegen das zweitplatzierte Team der Regionalligameisterschaft Ost.

## Tabellen

### Staffel Nord-West
| Pl. | Verein                 | Sp. | S | U | N | SDS | SDN | Tore  | Diff. | Pkt. |
| --- | ---------------------- | --- | - | - | - | --- | --- | ----- | ----- | ---- |
| 1.  | TV Eiche Horn Bremen   | 3   | 2 | 0 | 0 | 0   | 1   | 29:19 | +10   | 7    |
| 2.  | Hannover Mustangs      | 3   | 2 | 0 | 1 | 0   | 0   | 30:29 | 0+1   | 6    |
| 3.  | Dümptener Füchse       | 2   | 1 | 0 | 1 | 0   | 0   | 11:10 | 0+1   | 3    |
| 4.  | Lilienthaler Wölfe (N) | 2   | 0 | 0 | 1 | 1   | 0   | 8:9   | 0–1   | 2    |
| 5.  | Baltic Storms          | 2   | 0 | 0 | 2 | 0   | 0   | 16:27 | −11   | 0    |

| Legende                    |
| -------------------------- |
| Teilnahme an den Play-Offs |
| (N) Aufsteiger             |

### Staffel Ost
| Pl. | Verein                     | Sp. | S | U | N | SDS | SDN | Tore  | Diff. | Pkt. |
| --- | -------------------------- | --- | - | - | - | --- | --- | ----- | ----- | ---- |
| 1.  | TSG Füchse Quedlinburg (N) | 3   | 3 | 0 | 0 | 0   | 0   | 34:10 | +24   | 9    |
| 2.  | USV Halle Saalebiber       | 4   | 2 | 0 | 1 | 1   | 0   | 22:17 | 0+5   | 8    |
| 3.  | Unihockey Igels Dresden    | 2   | 2 | 0 | 0 | 0   | 0   | 32:20 | +29   | 6    |
| 4.  | SCS Berlin                 | 3   | 1 | 0 | 2 | 0   | 0   | 19:29 | −10   | 3    |
| 5.  | PSV 90 Dessau              | 3   | 1 | 0 | 2 | 0   | 0   | 16:31 | −15   | 3    |
| 6.  | USV TU Dresden (N)         | 3   | 0 | 0 | 2 | 0   | 1   | 14:33 | −19   | 1    |
| 7.  | FBC Havel (N)              | 2   | 0 | 0 | 2 | 0   | 0   | 09:23 | −14   | 0    |

| Legende                             |
| ----------------------------------- |
| Teilnahme an den Play-Offs          |
| Teilnahme an der Abstiegsrelegation |
| (N) Aufsteiger                      |

### Staffel Süd-West
| Pl. | Verein                              | Sp. | S | U | N | SDS | SDN | Tore  | Diff. | Pkt. |
| --- | ----------------------------------- | --- | - | - | - | --- | --- | ----- | ----- | ---- |
| 1.  | Donau-Floorball Ingolstadt/Nordheim | 2   | 2 | 0 | 0 | 0   | 0   | 30:90 | +21   | 6    |
| 2.  | FC Stern München (N)                | 2   | 2 | 0 | 0 | 0   | 0   | 23:60 | +17   | 6    |
| 3.  | FC Rennsteig Avalanche              | 3   | 1 | 0 | 2 | 0   | 0   | 24:28 | 0–4   | 3    |
| 4.  | Tollwut Ebersgöns                   | 0   | 0 | 0 | 0 | 0   | 0   | 0:0   | 0±0   | 0    |
| 5.  | Sportvg Feuerbach R                 | 3   | 0 | 0 | 3 | 0   | 0   | 05:42 | −37   | 0    |

| Legende                     |
| --------------------------- |
| Teilnahme an den Play-Offs  |
| Abstieg in die Regionalliga |
| (N) Aufsteiger              |

### Staffeldritte
| Pl. | Verein                  | Sp. | Pkt. | Quotient |
| --- | ----------------------- | --- | ---- | -------- |
| 1.  | Unihockey Igels Dresden | 2   | 6    | 3,00     |
| 2.  | Dümptener Füchse        | 2   | 3    | 1,50     |
| 3.  | FC Rennsteig Avalanche  | 3   | 3    | 1,00     |

| Legende                    |
| -------------------------- |
| Teilnahme an den Play-Offs |

## Play-offs

### Viertelfinale
Viertelfinale 1
| März 2021 00:00 Uhr |  | bester 3./zweitbester 3. | nicht stattgefunden | 1. Staffel 1 |  |

| April 2021 00:00 Uhr |  | 1. Staffel 1 | nicht stattgefunden | bester 3./zweitbester 3. |  |

| April 2021 00:00 Uhr |  | 1. Staffel 1 | nicht stattgefunden | bester 3./zweitbester 3. |  |

Viertelfinale 2
| März 2021 00:00 Uhr |  | 2. Staffel 2 | nicht stattgefunden | 1. Staffel 3 |  |

| April 2021 00:00 Uhr |  | 1. Staffel 3 | nicht stattgefunden | 2. Staffel 2 |  |

| April 2021 00:00 Uhr |  | 1. Staffel 3 | nicht stattgefunden | 2. Staffel 2 |  |

Viertelfinale 3
| März 2021 00:00 Uhr |  | bester 3./zweitbester 3. | nicht stattgefunden | 1. Staffel 2 |  |

| April 2021 00:00 Uhr |  | 1. Staffel 2 | nicht stattgefunden | bester 3./zweitbester 3. |  |

| April 2021 00:00 Uhr |  | 1. Staffel 2 | nicht stattgefunden | bester 3./zweitbester 3. |  |

Viertelfinale 4
| März 2021 00:00 Uhr |  | 2. Staffel 1 | nicht stattgefunden | 2. Staffel 3 |  |

| April 2021 00:00 Uhr |  | 2. Staffel 1 | nicht stattgefunden | 2. Staffel 3 |  |

| April 2021 00:00 Uhr |  | 2. Staffel 1 | nicht stattgefunden | 2. Staffel 3 |  |

### Halbfinale
Halbfinale 1
| März 2021 00:00 Uhr |  | Sieger des 2. Viertelfinalspieles | nicht stattgefunden | Sieger des 1. Viertelfinalspieles |  |

| April 2021 00:00 Uhr |  | Sieger des 2. Viertelfinalspieles | nicht stattgefunden | Sieger des 1. Viertelfinalspieles |  |

| April 2021 00:00 Uhr |  | Sieger des 2. Viertelfinalspieles | nicht stattgefunden | Sieger des 1. Viertelfinalspieles |  |

Halbfinale 2
| März 2021 00:00 Uhr |  | Sieger des 4. Viertelfinalspieles | nicht stattgefunden | Sieger des 3. Viertelfinalspieles |  |

| April 2021 00:00 Uhr |  | Sieger des 3. Viertelfinalspieles | nicht stattgefunden | Sieger des 4. Viertelfinalspieles |  |

| April 2021 00:00 Uhr |  | Sieger des 3. Viertelfinalspieles | nicht stattgefunden | Sieger des 4. Viertelfinalspieles |  |

### Finale
| April 2021 00:00 Uhr |  | Sieger des 2. Halbfinalspieles | nicht stattgefunden | Sieger des 1. Halbfinalspieles |  |

| April 2021 00:00 Uhr |  | Sieger des 1. Halbfinalspieles | nicht stattgefunden | Sieger des 2. Halbfinalspieles |  |

| April 2021 00:00 Uhr |  | Sieger des 1. Halbfinalspieles | nicht stattgefunden | Sieger des 2. Halbfinalspieles |  |

## Aufstiegsrelegation
| Mai 2021 00:00 Uhr |  | Sieger des Abstiegsspiels der 1.FBL | nicht stattgefunden | Vizemeister der 2. Bundesligen |  |

| Mai 2021 00:00 Uhr |  | Vizemeister der 2. Bundesligen | nicht stattgefunden | Sieger des Abstiegsspiels der 1.FBL |  |

| Mai 2021 00:00 Uhr |  | Vizemeister der 2. Bundesligen | nicht stattgefunden | Sieger des Abstiegsspiels der 1.FBL |  |

## Abstiegsrelegation

### Nord/West
Findet diese Saison nicht statt.

### Ost
noch nicht bekannt

### Süd/West
Findet diese Saison nicht statt.